# Brynjólfur Darri Willumsson
Brynjólfur Darri Willumsson (Kópavogur, 12 agosto 2000) è un calciatore islandese, centrocampista del Groningen e della Nazionale islandese.

## Biografia
Figlio di Willum Þór Þórsson, è il fratello di Willum Þór Willumsson, entrambi calciatori professionisti.

## Carriera

### Club
Cresciuto nelle giovanili del Breiðablik, ha esordito in Úrvalsdeild in data 13 giugno 2018, subentrando a Sveinn Aron Guðjohnsen nella vittoria casalinga per 2-0 contro il Fylkir. Il 7 agosto 2019 ha trovato la prima rete nella massima divisione locale, nella vittoria per 4-0 sul KA Akureyri.
Il 9 marzo 2021, i norvegesi del Kristiansund BK hanno ufficializzato l'ingaggio di Willumsson, a titolo definitivo.
Il 27 giugno 2024 è stato reso noto il suo passaggio agli olandesi del Groningen, a partire dal 1º luglio, alla riapertura del calciomercato locale: ha firmato un contratto triennale, con opzione per un'ulteriore stagione.

### Nazionale
Willumsson ha rappresentato l'Islanda a livello Under-16, Under-18, Under-19 e Under-21. Per quanto concerne quest'ultima, ha esordito in data 22 marzo 2019: è subentrato dalla panchina in occasione della sfida amichevole contro la Repubblica Ceca, pareggiata 1-1. Il 9 settembre successivo ha trovato la prima rete, nella vittoria per 6-1 sull'Armenia.
Il 18 marzo 2021, Willumsson è stato scelto tra i convocati per la prima parte del campionato europeo Under-21, originariamente previsto in estate ma, a causa della pandemia di COVID-19, la nuova formula prevedeva una fase a gironi da disputarsi nel mese di marzo, mentre la fase finale era prevista in estate.

## Statistiche

### Presenze e reti nei club
Statistiche aggiornate al 1º luglio 2024.
| Stagione               | Club                   | Campionato             | Campionato | Campionato | Coppe nazionali | Coppe nazionali | Coppe nazionali | Coppe continentali | Coppe continentali | Coppe continentali | Supercoppe | Supercoppe | Supercoppe | Totale | Totale |
| Stagione               | Club                   | Comp                   | Pres       | Reti       | Comp            | Pres            | Reti            | Comp               | Pres               | Reti               | Comp       | Pres       | Reti       | Pres   | Reti   |
| ---------------------- | ---------------------- | ---------------------- | ---------- | ---------- | --------------- | --------------- | --------------- | ------------------ | ------------------ | ------------------ | ---------- | ---------- | ---------- | ------ | ------ |
| 2018                   | Breiðablik             | UD                     | 7          | 0          | CI              | 2               | 1               | -                  | -                  | -                  | -          | -          | -          | 9      | 1      |
| 2019                   | Breiðablik             | UD                     | 17         | 3          | CI              | 4               | 0               | UEL                | 1                  | 0                  | -          | -          | -          | 22     | 3      |
| 2020                   | Breiðablik             | UD                     | 17         | 4          | CI              | 2               | 2               | UEL                | 1                  | 0                  | -          | -          | -          | 29     | 5      |
| Totale Breiðablik      | Totale Breiðablik      | Totale Breiðablik      | 41         | 7          |                 | 8               | 3               |                    | 2                  | 0                  |            | -          | -          | 51     | 10     |
| 2021                   | Kristiansund BK        | ES                     | 20         | 0          | CN              | 2               | 3               | -                  | -                  | -                  | -          | -          | -          | 22     | 3      |
| 2022                   | Kristiansund BK        | ES                     | 25         | 4          | CN              | 3               | 1               | -                  | -                  | -                  | -          | -          | -          | 28     | 5      |
| 2023                   | Kristiansund BK        | 1D                     | 18+4       | 7+0        | CN              | 1               | 0               | -                  | -                  | -                  | -          | -          | -          | 23     | 7      |
| gen.-giu. 2024         | Kristiansund BK        | ES                     | 8          | 1          | CN              | 2               | 1               | -                  | -                  | -                  | -          | -          | -          | 10     | 2      |
| Totale Kristiansund BK | Totale Kristiansund BK | Totale Kristiansund BK | 71+4       | 12+0       |                 | 8               | 5               |                    | -                  | -                  |            | -          | -          | 83     | 17     |
| 2024-2025              | Groningen              | ED                     | 0          | 0          | CO              | 0               | 0               | -                  | -                  | -                  | -          | -          | -          | 0      | 0      |
| Totale                 | Totale                 | Totale                 | 112+4      | 19+0       |                 | 16              | 8               |                    | 2                  | 0                  |            | -          | -          | 134    | 27     |